# Wielgolas
Wielgolas és un poble de Polònia, a Masòvia. Es troba al districte (Gmina) de Latowicz, pertanyent al comtat (Powiat) de Minsk. Es troba aproximadament 5 km al nord de Latowicz, a 22 km al sud-est de Minsk Mazowiecki, i a 59 km a l'est de Varsòvia. La seva població és de 650 habitants.
Entre 1975 i 1998 va pertànyer al voivodat de Siedlce.